# Форуп
Форуп (дан. Fårup Sø) — озеро в Данії, на південний захід від міста Єллінг, у комуні Вайле.

## Географія
Площа поверхні озера Форуп становить 0,99 км², а найбільша глибина сягає 11 метрів.

## Екологія
Щороку озеро відвідує від 150 000 до 200 000 туристів, для чого на берегах діє прокат човнів та туристичні кемпінги. Від 2000 року озеро стало помітно чистішим і вода прозора на глибину 2,4 метра (раніше прозорість була лише на 1,4 метра). Причина такої чистоти полягає в заселенні озера колонією дрейсен числом 1,3 мільярда одиниць: вони постійно очищають воду від водоростей, які раніше були значною проблемою водойми. На озері також розташований корабель вікінгів Jellingormen, що є пам'яткою для гостей регіону.